# Pseudoligostigma argyractalis
Pseudoligostigma argyractalis là một loài bướm đêm trong họ Crambidae.